# San Francisco Fútbol Club
El San Francisco Fútbol Club (conocido popularmente como el SanFra; abreviación de la pronunciación San Francisco) es un club de fútbol de la ciudad de La Chorrera, de la Provincia de Panamá Oeste en Panamá. Fue fundado el 29 de septiembre de 1971. Es el tercer club del país que más torneos ha disputado en esta categoría y a su vez el tercero más ganador. Es uno de los equipos conocido como los llamados cuatro grandes de Panamá junto a Tauro Fútbol Club, Club Deportivo Árabe Unido y Club Deportivo Plaza Amador. 
El San Francisco F. C. y sus hinchas son conocidos como Los Monjes, esto debido a la devoción del santo patrono del equipo y del pueblo al que representan, he de por ello su nombre; sus colores representativos son el Rojo, el blanco y el negro. Ha ganado 9 campeonatos de la Primera División de Panamá, a su vez ha terminado segundo 9 veces desde 1992 que inicio su participación en el torneo de ANAPROF. Además fue el primer Campeón del Torneo de Copa.
El club fue fundado con el principal objetivo de jugar en la liga distritorial de La Chorrera.

## Historia

### Fundación e inicios
El San Francisco Fútbol Club de La Chorrera, originalmente llamado Club Deportivo La Previsora, fue fundado el 29 de septiembre de 1971 como parte de la Liga Distritorial de Fútbol de La Chorrera. El equipo tuvo un antecedente en el primer intento de liga no aficionada en Panamá, en la temporada 1967-1968, conocida como Liga Superior.
En 1988, La Previsora compitió en la Copa Bayer, finalizando en el segundo lugar detrás del CD Plaza Amador. Al año siguiente, repitieron el subcampeonato, esta vez superados por el Tauro. En esa temporada, el delantero colombiano Alonso Pacheco destacó como máximo goleador con 18 tantos, dejando una huella en la historia del club.
En 1989, participó en la Copa de Campeones y Subcampeones de la CONCACAF. Alcanzaron la segunda ronda, enfrentándose a los Leones Negros de Guadalajara. Fueron eliminados tras una derrota por 1 a 0 en la ida y un empate por 5 a 5 en la vuelta.

### Primera división (1992-1999)
Desde 1993, forma parte de la Primera División de Panamá, conocida en ese entonces como Asociación Nacional Pro Fútbol (ANAPROF). Su incorporación se dio tras adquirir la plaza del Club Deportivo La Previsora, equipo que representó al distrito de La Chorrera entre 1988 y 1992, pero que cesó operaciones al final de la temporada 1991 de ANAPROF. Adoptó el nombre actual de San Francisco Fútbol Club, en honor a San Francisco de Paula, patrono del distrito de La Chorrera.
El debut del equipo en ANAPROF ocurrió el 11 de julio de 1992, en un partido frente al CD Plaza Amador disputado en el Estadio Agustín Muquita Sánchez, que terminó con un empate sin goles. Su primera victoria llegó en la tercera jornada del torneo, al vencer 3-1 a Río Mar en el mismo estadio.
El 27 de noviembre de 1994, el club obtuvo su primer título al derrotar 1-0 al Tauro FC en la final disputada en el Estadio Rommel Fernández de la Ciudad de Panamá. El gol decisivo fue anotado por Oberto Lynch en el minuto 68, bajo la dirección técnica de Leopoldo Lee. Un año después, el equipo logró su primer bicampeonato, ganando la final de la temporada 1995-96 contra el CD Plaza Amador el 22 de enero de 1996, también en el Estadio Rommel Fernández. Tras un empate 1-1 en 120 minutos, el club se impuso en la tanda de penales con un marcador de 4-3.
A pesar de los éxitos obtenidos durante estas temporadas, el club no participó en torneos internacionales. En ese período, coexistían dos ligas en el fútbol panameño: ANAPROF y LINFUNA. Esta última, reconocida por la FIFA, era la encargada de enviar equipos a competencias internacionales. Posteriormente, ambas ligas se unificaron, quedando la ANAPROF como la máxima categoría oficial.
En sus primeras campañas, el equipo se destacó a nivel deportivo. Entre los logros más notables figuran el reconocimiento a Agustín "Pantro" Castillo como el jugador más valioso de la temporada 1992 y las distinciones de Luis Calamaris como campeón de goleo en la temporada 1997-98, así como campeón de goleo y jugador más valioso en 1998-99.

### Nuevo siglo (2000-2010)
Para el año 2001, el equipo logró un magnífico torneo Apertura 2001 finalizando líder de la ronda regular, clasificándose al hexagonal en el que finalizaría empatado a siete puntos al término de cinco jornadas con el CD Plaza Amador, mismo equipo con el que disputaría las semifinales del torneo y al que terminó eliminando con un global de 4-2, para así acceder a la final, en la que caería derrotado 0-3 frente al CD Árabe Unido. Durante el Clausura 2001 clasificaría nuevamente al hexagonal y a las semifinales del torneo, donde su rival sería nuevamente el CD Plaza Amador, pero en esta ocasión quedarían eliminados en la serie de penales 5-6 (global 2-2).
En el Apertura 2002 finalizó subcampeón nuevamente frente al CD Árabe Unido, luego de terminar líder del grupo B del torneo con 16 puntos y eliminando en las semifinales al Tauro FC en la serie de penales 4-2. Pasarían dos torneos en los que San Francisco no sería protagonista, quedando eliminado en la fase regular del torneo. Durante el Clausura 2003 llegaría nuevamente a unas semifinales pero quedaría eliminado contra el Alianza FC.

### Actualidad (2011-2021)
En el año 2010, durante el Torneo Clausura 2010 disputó nuevamente una final contra el CD Árabe Unido en la reinauguración del Estadio Rommel Fernández cuyó partido finalizó 1-0 a favor del Árabe Unido.
Fue el ganador de la primera edición del Torneo de Copa o (Copa Panamá), en cuya 1.ª edición se llamó Copa Cable Onda Satelital Apertura 2015, contra el ya desaparecido Chepo Fútbol Club. Derrotándolo en la tanda de los penales en el Estadio Maracaná.
La temporada 2021 fue muy triste y para el olvido en la historia del club. Durante  el primer semestre se disputó el Torneo Apertura 2021, en dónde finalizó último del torneo, llevándolo a zona de descenso, sumando solamente once (11) puntos de cuarenta y ocho (48) posibles, con un saldo de dos victorias, cinco empates y nueve derrotas. Acumulando catorce goles a favor y veintinueve en contra. Durante el segundo semestre en el Torneo Clausura 2021 logró alcanzar un total de 14 puntos, lo que lo llevó a sumar un total de 25 puntos en la tabla acumulada de la temporada, ocho (8) unidades menos que el Atlético Chiriquí su más cercano rival, lo cual no le alcanzó para poder salvar la categoría y el 13 de noviembre de 2021 matemáticamente obtuvo el descenso de categoría, tuvo que  esperar hasta la disputa de la Superfinal de la Liga Prom para confirmar su descenso de manera oficial. El 20 de noviembre de 2021 disputó su último partido del torneo en la derrota 0-1 contra el Veraguas CD en el Estadio Agustín Muquita Sánchez. Sin embargo al coronarse campeón el Alianza FC II (equipo filial) de la Superfinal de Liga Prom 2021, el San Francisco aseguró una temporada más en la máxima categoría.

### 50 años de fundación
El 29 de septiembre de 2021, la institución deportiva cumplió 50 años de aniversario.
En el siguiente partido, celebrado el 1 de octubre de 2021, el cual se dedicó a la celebración del aniversario del club, correspondiente a la jornada 9 del Torneo Clausura 2021 cayó derrotado 0-1 contra el Alianza Fútbol Club en el Estadio Agustín Muquita Sánchez.

### Participaciones internacionales
El San Francisco Fútbol Club es conocido como uno de los cuatro clubes más grandes de Panamá. Y esto es demostrado al ser junto al CD Árabe Unido y Tauro FC, los tres clubes panameños con más participantes en torneos internacionales.
| Competencia                       | Edición                                         |
| --------------------------------- | ----------------------------------------------- |
| Liga de Campeones de CONCACAF (5) | 2008-09, 2009-10*, 2010-11*, 2011-12*, 2015-16. |
| Copa Interclubes de la UNCAF (4)  | 2003 ,2005, 2006, 2007.                         |
| Liga Concacaf (2)                 | 2019*, 2020.                                    |
| Copa Centroamericana (1)          | 2024                                            |

- (*) Clasificó al torneo, pero solo disputó la ronda previa.

## Cantera
En esta época se produce una larga etapa de trascendencia para la institución fundamentada básicamente en su gran trabajo en fuerzas básicas. Es acreedor con el apodo de las fuerzas básicas por su tipo de juego, por su calidad y por contar con una de las mejores canteras del fútbol panameño, siendo base para el surgimiento de jugadores destacados como:
- Michael Murillo ( Olympique Marsella)
- Andrés Andrade ( LASK Linz)
- Roderick Miller ( PFC Turan Tovuz)
- Fidel Escobar ( Deportivo Saprissa)
- César Yanis ( AD San Carlos)
- Rolando Algandona (Retirado)
- Roberto Chen (Agente libre)
- Eric Hughes ( Tauro FC)
- Alessandro Canales ( Potros del Este)
- Joseph Calderón ( Xelajú M.C.)
- Abdel Aguilar ( Agente Libre)
- Carlos Rivera (Actual jugador)
- Paolo Jaén ( San Martin FC)
- Rodolfo Jaén ( San Martin FC)
- Richard Rodríguez ( Alianza FC)
- Jiovany Ramos ( Alianza Lima)
- Isidoro Hinestroza ( CD Plaza Amador)
- Edson Samms ( Herrera FC
- Víctor Ávila ( CA Independiente)
- Jorge Serrano ( FC Motagua)
- Roberto Brown (Retirado)
- Alberto Blanco (Retirado)
- José Muñoz ( Sporting San Miguelito)
- Pablo Magallón ( SD Panamá Oeste)
- Francisco Bethancourt ( Herrera FC)
- Jean Carlos Sánchez ( Puntarenas FC)
- Wesley Cabrera (Agente libre)
- Aimar Rodríguez (Actual jugador)
- Ismael Betegón (Actual jugador)
- Ángel Castillo (Actual jugador)
- Kenny Bonilla (Actual jugador)
- Xavier Cruz (Actual jugador)
- Abdiel Garcés ( (CD Llosetense)
- Luis Andrade (Actual jugador)
- Aaron Lowis ( (Atlético Chiriquí)
- Rolando Herrera ( (UDELAS FC)

## Afición
Su afición es conocida como los escarlatas, debido a sus colores. Su barra es conocida como la "Ultra Roja 07".

## Infraestructura

### Estadio

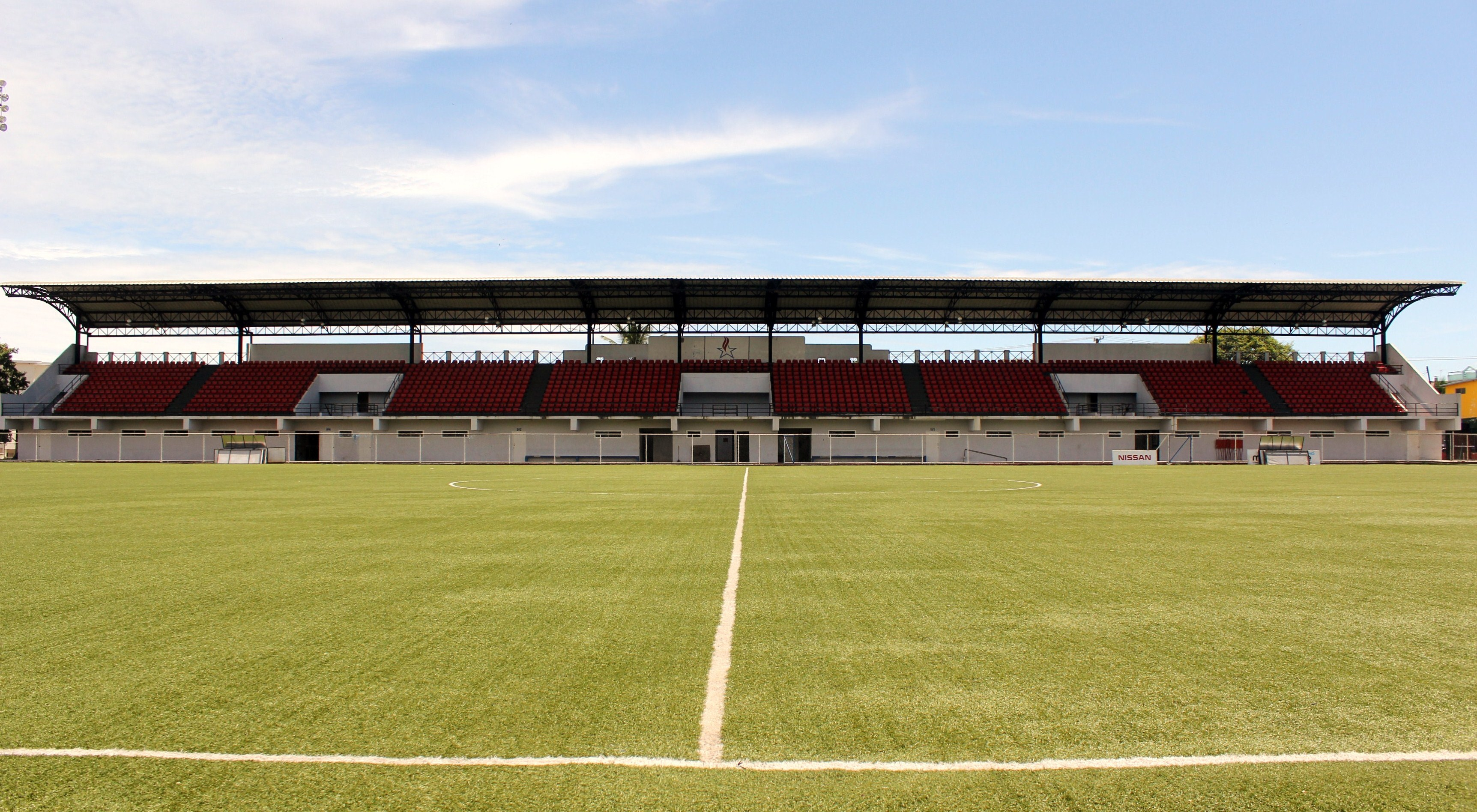
Vistas de la gradería popular o general del estadio

El San Francisco F.C. juega sus partidos en el Estadio Agustín "Muquita" Sánchez que se utiliza principalmente para partidos de fútbol, localizado en el corregimiento de Barrio Colón, Distrito de La Chorrera, provincia de Panamá Oeste. Área conocida como Matuna, cuya capacidad es aproximadamente de 3,000 espectadores sentados, cuyo césped sintético es aprobado por la FIFA y clasificado como: cancha FIFA Quality Pro. (La Primera en Panamá) con las dimensiones 105 metros de largo x 68 metros de ancho. Su más reciente remodelación se dio en el año 2009, por el Instituto Panameño de Deportes, quien administra el coliseo y en donde albergó un partido amistoso de la Selección de fútbol de Panamá frente a la Selección de fútbol de Haití. Actualmente el estadio lo comparte con su rival de ciudad el Club Atlético Independiente de La Chorrera, desde el año 2013.

## Símbolos

### Bandera
| Bandera Ultra Roja      |
| Colores Representativos |

## Estructura deportiva

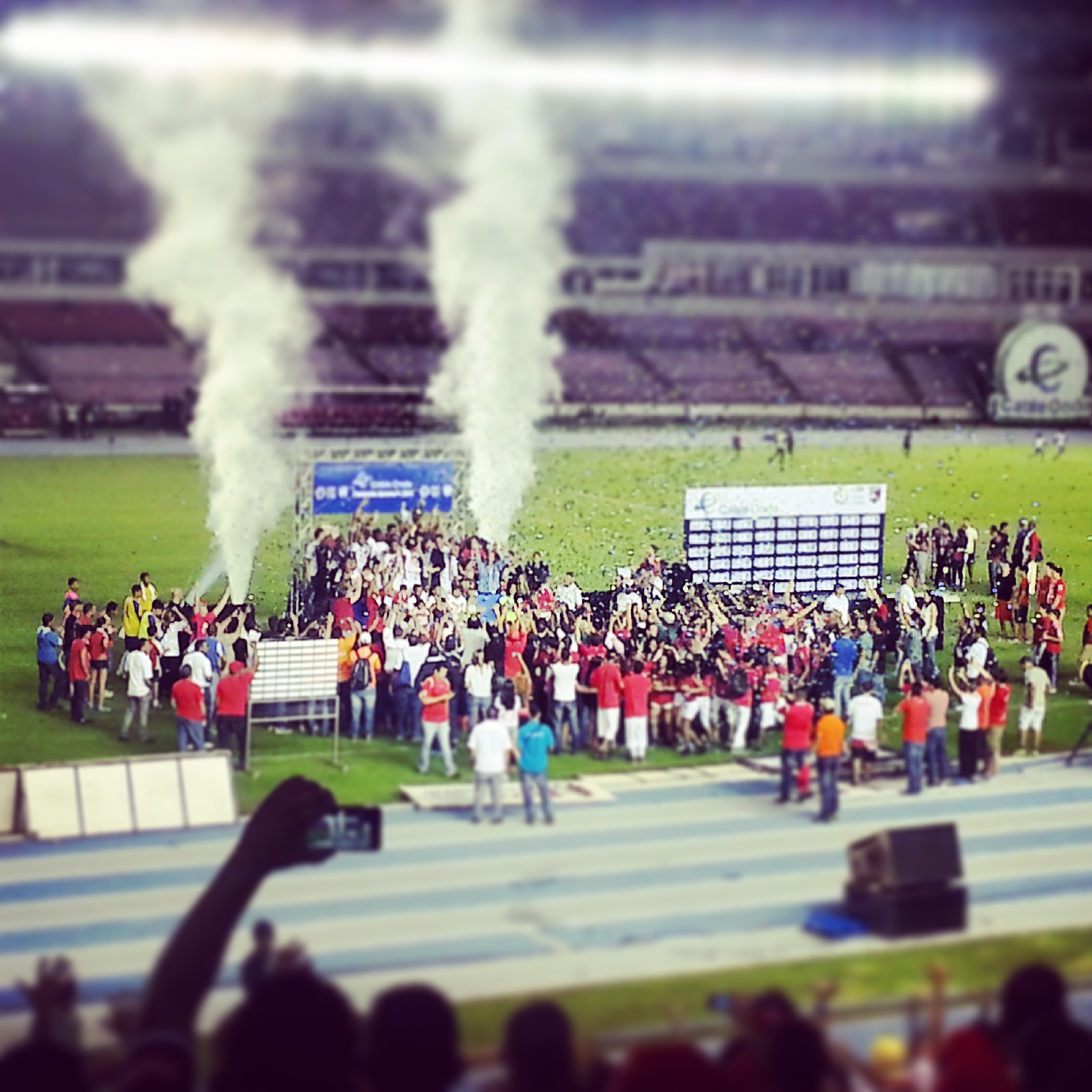
Celebración del San Francisco en el Estadio Rommel Fernández, luego de ganar el Apertura 2014.

Actualmente cuenta con más de seis categorías deportivas y tiene más de 200 jugadores activos, dentro de las siguientes categorías:
1. Primera Plantilla Profesional
2. Categoría Femenina Aficionada
3. Categorías Aficionadas Sub – 21
- Sub – 18
- Sub – 16
- Sub – 15
- Sub – 13
- Sub – 11
- Sub – 9

3. Escuela de Fútbol desde los 6 años
La sede de este equipo es el Estadio Agustín "Muquita" Sánchez, ubicado en La Chorrera, en el área de Matuna.

### Fútbol femenino
Es un equipo de fútbol aficionado a nivel femenino y actualmente participa en la Liga Nacional de Fútbol Femenino (LFF), liga equivalente a la máxima división del fútbol femenino en Panamá.

## Resultados y estadísticas
- Temporada 2019-20 del San Francisco Fútbol Club
- Temporada 2020 del San Francisco Fútbol Club
- Temporada 2021 del San Francisco Fútbol Club

## Organigrama deportivo
Para un completo detalle de la temporada en curso, véase Temporada 2024 del San Francisco Fútbol Club.

### Jugadores

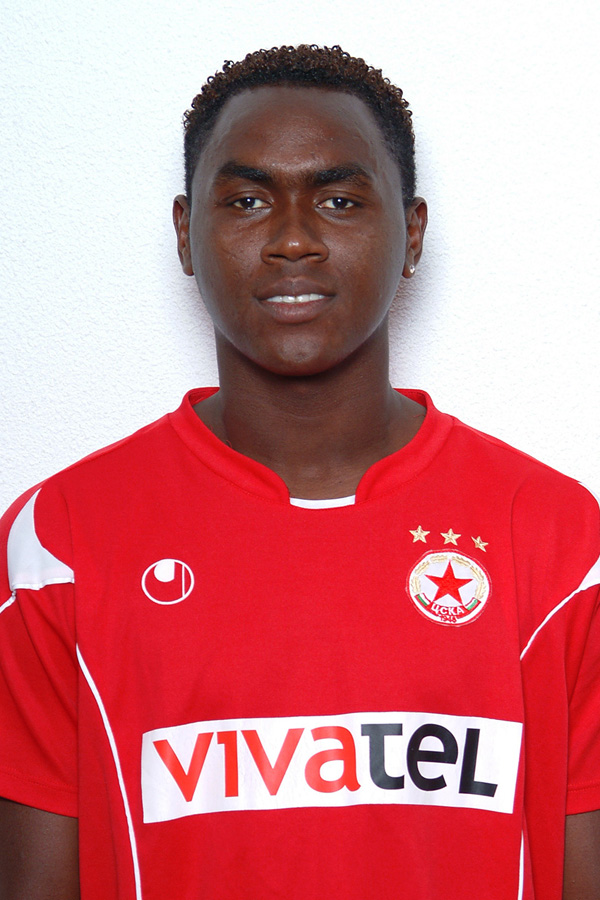
José Luis Garcés, goleador y leyenda del club.

| Máximos goleadores                                                                         | Máximos goleadores | Máximos goleadores | Más partidos disputados | Más partidos disputados | Más partidos disputados |
| ------------------------------------------------------------------------------------------ | ------------------ | ------------------ | ----------------------- | ----------------------- | ----------------------- |
| 1.                                                                                         | José Garcés        | 78                 | 1.                      | Martín Gómez            | 314                     |
| 2.                                                                                         | Eduardo Jiménez    | 59                 | 2.                      | Manuel Torres           | 193                     |
| 3.                                                                                         | Luis Calamaris     | 50                 | 3.                      | William Negrete         | 178                     |
| 4.                                                                                         | Agustín Castillo   | 33                 | 4.                      | Francisco Palacios      | 167                     |
| 5.                                                                                         | Roberto Brown      | 42                 | 5.                      | José Garcés             | 150                     |
| 6.                                                                                         | Cristian Zúñiga    | 39                 | 6.                      | Amir Waithe             | 148                     |
| 7.                                                                                         | Víctor Piggott     | 37                 | 7.                      | Jhamal Rodríguez        | 142                     |
| 8.                                                                                         | Abad Abrego        | 37                 | 8.                      | Johnny Ruiz             | 109                     |
| 9.                                                                                         | Alberto Zapata     | 36                 | 9.                      | Cristian Zúñiga         | 106                     |
| 10.                                                                                        | Boris Alfaro       | 36                 | 10.                     | Eric Hughes             | 89                      |
| En negrita jugadores en activo. Actualizado al 14 de enero de 2025. Según datos obtenidos. |                    |                    |                         |                         |                         |

#### Plantilla: 2025
- Nota: Desde la temporada 2021, los equipos panameños podrán tener una plantilla de un máximo de 22 jugadores y cada club podrá registrar hasta un máximo de 5 Jugadores extranjeros de los cuales un máximo de 3, podrán ser registrados en el equipo filial. No pueden participar más de 3 jugadores extranjeros en cancha simultáneamente.

### Altas y bajas 2025

#### Mercado de Invierno
| Edson Samms       | Delantero     | Tauro FC             | Libre |
| José Rivas        | Defensa       | Alianza FC           | Libre |
| Guillermo Benítez | Defensa       | Tauro FC             | Libre |
| Jorginho Frías    | Portero       | Sporting SM          | Libre |
| Ramsés De León    | Delantero     | Tauro FC             | Libre |
| Alberto Ramírez   | Delantero     | Panama City FC       | Libre |
| Óscar Cabezas     | Defensa       | Tigres FC            | Libre |
| Gabriel Chiari    | Delantero     | Alianza FC           | Libre |
| Yeison Tolosa     | Mediocampista | Agente libre         | Libre |
| Rolando Blackburn | Delantero     | CD Victoria          | Libre |
| Derick Edmund     | Defensa       | Veraguas United FC   | Libre |
| Azael Brown       | Delantero     | ART Municipal Jalapa | Libre |

| Alessandro Canales | Delantero     | Bandera de ?    | Rescisión de contrato |
| Carlos Rivera      | Delantero     | Bandera de ?    | Fin de contrato       |
| Carlos Rojas       | Delantero     | Bandera de ?    | Fin de contrato       |
| Diomedes Barrios   | Defensa       | Bandera de ?    | Fin de contrato       |
| Francisco Palacios | Defensa       | Bandera de ?    | Retiro                |
| Gian Carlos Moreno | Defensa       | Bandera de ?    | Fin de contrato       |
| Isaias Soto        | Mediocampista | Bandera de ?    | Fin de contrato       |
| Jhamal Rodríguez   | Mediocampista | Bandera de ?    | Fin de contrato       |
| Kenaustin Williams | Mediocampista | Bandera de ?    | Fin de contrato       |
| Luis Zúñiga        | Delantero     | Herrera FC      | Fin de contrato       |
| Ricardo Clarke     | Delantero     | Bandera de ?    | Fin de contrato       |
| Samuel Castañeda   | Portero       | CD Plaza Amador | Fin de contrato       |
| Yeison Ramírez     | Mediocampista | Bandera de ?    | Fin de contrato       |
| José Guerra        | Portero       | Herrera FC      | Fin de contrato       |

#### Mercado de Verano
| Leonel Triana  | Mediocampista | Árabe Unido     | Libre |
| Robert Lara    | Delantero     | Tigres FC       | Libre |
| Vlair Simmons  | Delantero     | Potros del Este | Libre |
| Victor Simmons | Defensa       | Potros del Este | Libre |

| Yeison Tolosa  | Mediocampista | Agente libre           | Fin de contrato |
| Óscar Cabezas  | Defensa       | Club Llaneros          | Traspaso        |
| Ramsés De León | Delantero     | Sporting San Miguelito | Cesión          |

| Cesiones Salientes | Cesiones Salientes | Cesiones Salientes | Cesiones Salientes     | Cesiones Salientes | Cesiones Salientes | Cesiones Salientes |
| Jugador            | Edad               | Posición           | Destino                | Inicio             | Término            |                    |
| ------------------ | ------------------ | ------------------ | ---------------------- | ------------------ | ------------------ | ------------------ |
| Ramsés De León     | 22 años            | Delantero          | Sporting San Miguelito | 15/07/2025         | 31/12/2025         |                    |

### Extranjeros
| Nacionalidad   | N.º     | Jugadores |
| América        | América | América |
| -------------- | ------- | --- |
| Estados Unidos | 1       | Fabián Bastidas |
| Paraguay       | 1       | José Aquino |
| Venezuela      | 1       | Jean Pierre Ambuila |
| Costa Rica     | 2       | Luis Corrales, Bryan Jiménez |
| Argentina      | 3       | Julio Capretta Víctor Suárez, Pablo Romero |
| Brasil         | 4       | Caio Milán, Marcelo Marques, Williams Bartholdy. Gustavo Ewerton |
| Colombia       | 42      | William Negrete, Miguel Torres, Miguel Solís, Varcan Sterling, Sebastián Silva, José Johan Silva. Fredy Arizala, Dámaso Pichón, Juan Ospina, Humberto Mendoza, Cristian Pérez, David Uribe, Santiago De Alba, Jhoinier Asprilla, Óscar Cabezas. James Sánchez, Alberto Manotas, Carlos Mosquera, Miguel Duque, Jonathan Riascos, Tomás Sierra, Juan José Mezú, John Varela, Juan David Díaz, Jhon Mosquera, Daniel Santa, Yeison Tolosa, Elver Rodríguez. Héctor Nazarith, Miguel Alonso Pacheco, Johan De Ávila, Jeffry Díaz, Carlos Vilarete, Jefferson Viveros, Marlon Negrete, Edinson Villalba, Yezid Zapata, Oscar Móvil, Cristian Zúñiga, Emerson Hurtado, César García, Daniel Lloreda, Carlos Rojas. |

Nota: Algunos jugadores poseen doble nacionalidad. 
- Luis Corrales poseía la doble nacionalidad costarricense y neozelandesa
- James Sánchez poseía la doble nacionalidad colombiana y panameña.
- Fabián Bastidas poseía la doble nacionalidad estadounidense y colombiana.

## Entrenadores

### Lista de entrenadores
| Entrenadores           | Entrenadores               | Entrenadores      | Entrenadores     |
| N.º                    | Entrenador                 | Tiempo            | Títulos          |
| San Francisco FC       | San Francisco FC           | San Francisco FC  | San Francisco FC |
| ---------------------- | -------------------------- | ----------------- | ---------------- |
| 1.                     | Edgardo Baldi              | 1979              |                  |
| Deportivo La Previsora |                            |                   |                  |
| 2.                     | Saúl Suárez                | 1988 - 1990       |                  |
| San Francisco FC       |                            |                   |                  |
| 3.                     | Daniel Zamora              | 1992 - 1994       |                  |
| 4.                     | Leopoldo Lee               | 1994 - 1997       |                  |
| 5.                     | Gary Stempel               | 2001 - 2004       |                  |
| 6.                     | Miguel Mansilla            | 2004              |                  |
| 7.                     | Gary Stempel               | 2005 - 2007       |                  |
| 8.                     | Pascual Ramírez (Interino) | 2007              |                  |
| 9.                     | Rubén Guevara              | 2007 - 2008       |                  |
| 10.                    | Cristobál Maldonado        | 2008 - 2009       |                  |
| 11.                    | Rubén Guevara              | 2009              |                  |
| 12.                    | Gary Stempel               | 2009 - 2011       |                  |
| 13.                    | Leonardo Pipino            | 2011 - 2012       |                  |
| 14.                    | Gary Stempel               | 2012 - 2016       |                  |
| 15.                    | Mike Stump                 | 2016 - 2017       |                  |
| 16.                    | Pascual Moreno (Interino)  | 2017              |                  |
| 17.                    | Andrés Domínguez           | 2017 - 2018       |                  |
| 18.                    | Sergio Angulo              | 2018              |                  |
| 19.                    | Gonzalo Soto               | 2019 - 2021       |                  |
| 20.                    | José Rodríguez             | 2021              |                  |
| 20.                    | Carlos Leiria              | 2021              |                  |
| 21.                    | Jorge Santos               | 2021              |                  |
| 22.                    | Gonzalo Soto               | 2022              |                  |
| 23.                    | Gary Stempel               | 2022 - 2024       |                  |
| 24.                    | David Acosta (Interino)    | 2024              |                  |
| 25.                    | Nilton Bernal              | 2024 - 2025       |                  |
| 26.                    | David Acosta               | 2025 - Actualidad |                  |

## Presidencia

### Lista de presidentes
| Presidentes | Presidentes          | Presidentes | Presidentes |
| N.º         | Presidente           | Período     |             |
| ----------- | -------------------- | ----------- | ----------- |
| 1.          | Datos no oficiales   | 1971 - 2004 |             |
| 2.          | Eduardo de Oliveira  | 2004 - 2007 |             |
| 3.          | Julio Quijano        | 2007 - 2010 |             |
| 4.          | Iván de Ycaza        | 2010 - 2013 |             |
| 5.          | Santiago Barraza Jr. | 2013 - 2016 |             |
| 6.          | José Luis Dejuane    | 2016 - 2019 |             |
| 7.          | Mateo Fábregas Jr.   | 2020 - 2023 |             |
| 8.          | Manuel Pico          | 2023 - 2024 |             |
| 9.          | Miguel Huertas       | 2024 - Act. |             |

## Organigrama del Club
- Propietario: 30 socios
- Presidente:  Mateo Fábregas
- Vicepresidente:  Ricardo Gardellini
- Tesorero:  Fernando Motta
- Sub Tesorero:  Julio González
- Secretario:  Carlos Barriga
- Vocal:  Jorge Sosa

### Cuerpo técnico
- Director de fútbol:
- Entrenador:  Gary Stempel
- Jefe de asistentes:  Pascual Ramírez
- Entrenador asistente:  Pascual Ramírez
- Entrenador de porteros:  José Delgado
- Preparador físico:  Guillermo Gutiérrez
- Director de la academia:  Jorge Santos
- Coordinador de la academia:  Luis Ureña
- Entrenador del equipo filial:  Jorge Santos
- Jefe de Prensa:  Design20pa (empresa)

## Filiales

### San Francisco F. C. II
El club cuenta con un filial en la Segunda División, que participa desde la temporada 2021.

### San Francisco F. C. U-18
El club cuenta con un filial en la Liga Juvenil U-18, que participa desde la temporada 2023.

### Águilas de la U
El club cuenta con un filial en la Segunda División, cuyo convenio rige desde la temporada 2024.

## Uniforme

### Evolución del uniforme
- Uniforme titular: Camiseta roja con detalles en rojos oscuros y mangas con líneas blancas, pantalón rojo con líneas blancas y medias rojas.
- Uniforme alterno: Camiseta blanca con detalles y mangas con línea blanca, pantalón blanco con líneas en los bordes en rojo y medias blancas.

| Primera Equipación | (Ver evolución) | Equipación Actual |

### Patrocinadores
| Período       | Proveedor de indumentaria | Logo del proveedor |
| ------------- | ------------------------- | ------------------ |
| 1992-1993     | Ninguno                   |                    |
| 1994-1999     | Reebok                    |                    |
| 2000          | Kelme                     |                    |
| 2001-2011     | Umbro                     |                    |
| 2011-2013     | Mitre                     |                    |
| 2013-2014     | Warrior                   |                    |
| 2014-2017     | Lotto                     |                    |
| 2017-2019     | Puma                      |                    |
| 2020          | Lotto                     |                    |
| 2021-2022     | Valor                     |                    |
| 2022          | Strik3r                   |                    |
| 2023-2024     | Valor                     |                    |
| 2024          | FBSports                  |                    |
| 2025-presente | Runic                     |                    |

| Período       | Principal patrocinador |
| ------------- | ---------------------- |
| 1992-1993     | Ninguno                |
| 1994-1995     | Reebok                 |
| 1995-2006     | Cerveza Balboa         |
| 2006-2009     | Nissan                 |
| 2009-2013     | Bimbo                  |
| 2013-2020     | KFC                    |
| 2021          | Caliente.pa            |
| 2022-2023     | Betcha.pa              |
| 2023-2024     | Ticket More            |
| 2024          | Cevaxin                |
| 2025-presente | Provivienda            |

## Palmarés

### Torneos nacionales (11)
| Torneos nacionales                | Títulos                                                                                 | Subcampeonatos                                                                                              |
| --------------------------------- | --------------------------------------------------------------------------------------- | --- |
| Primera División de Panamá (9/10) | 1994-95, 1995-96, Cl. 2005, Ap. 2006, Cl. 2007, Ap. 2008, Ap. 2009, Cl. 2011, Ap. 2014. | Ap. 2001, Ap. 2002, Cl. 2004, Ap. 2007, Cl. 2010, Ap. 2010, Cl. 2013, Ap. 2013, Cl. 2019, Cl. 2020. Ap.2025 |
| Torneo de Copa (1/0)              | 2015 (a). (Récord compartido)                                                           | |
| Gran Campeón Anual (1/1)          | 2006.                                                                                   | 2005. |

### Palmarés total
| San Francisco F.C.                                                               | 9 | 1 | 1 | 0 | 0 | 11 |
| Datos actualizados a la consecución del último título el 9 de diciembre de 2015. |   |   |   |   |   |    |

#### Datos del club
Primer alineación
El XI inicial en nuestro primer partido de ANAPROF en 1992 fue: 
Portero: José "Mateo" Ureña
Defensas: Felipe "Pipe" Villanueva, Enzo Omar Alvendas, David "Carnero" Sosa, Omar Campaña, Eduardo Castillo, Leopoldo "Leo" Lee, Tomás "Piny" Villanueva, Abad Abrego, Agustín "Pantro" Castillo, Jacinto Herrera. 
DT Prof. Daniel "Nano" Zamora Vásquez.
El gol #100 en ANAPROF fue anotado por Luis Alberto Blanco
Primer gol anotado en ANAPROF Agustín Castillo Fecha #2 del torneo 1992 vs Pan de Azúcar 
Primer gol de penal anotado, fue en la fecha #2 del torneo 1992 vs Pan de Azúcar por Felipe "pipe" Villanueva. 
Omar Hidalgo, Anotó nuestro primer gol en torneo internacional vs Club Deportivo Olimpia en la Copa Interclubes de la UNCAF de 2003 al minuto 22, además fue nuestro primer partido internacional ganado y de visita.
Goleadas en el Torneo Local:
- San Francisco 10 - 0 Atlético Santa Fe Torneo de Liga 1992.
- San Francisco 8 - 0 Bravos del Projusa Torneo de Liga 1997-1998.
- San Francisco 7 - 1 Atlético Veragüense en el Torneo Clausura 2010.
- San Francisco 6 - 0 Ejecutivo Jr Torneo de Liga 1997-1998.
- San Francisco 6 - 1 Chepo FC (Desaparecido) en el Torneo de Liga 2015.
- San Francisco 6 - 3 CD Plaza Amador en el Torneo Apertura 2020.
- San Francisco 5 - 0 Chepo FC (Desaparecido) en el Torneo Clausura 2010.
- San Francisco 5 - 0 Herrera FC  en el Torneo Clausura 2022.
- San Francisco 4 - 1 Árabe Unido de Colón en el Torneo Clausura 2019.

Goleadas en Torneos Internacionales realizadas:
- San Francisco 5 - 0 Jalapa (Guatemala) en la Ronda preliminar de la Liga de Campeones de la Concacaf 2008-09.
- San Francisco 8 - 0 Verdes (Belice) en el último partido de la fase de grupos de la Liga de Campeones de la Concacaf 2015-16.

Goleadas en Torneos Internacionales recibidas:
- Cruz Azul 6 - 0 San Francisco en la Ronda Preliminar de la Liga de Campeones de la Concacaf 2010-11.

- UNAM 6 - 0 San Francisco en la Fase de Grupos de la Liga de Campeones de la Concacaf 2008-09.

- Alianza FC (El Salvador) 5 - 1 San Francisco en la Ronda Preliminar de la Liga Concacaf 2019.

## Patrocinadores
| - Valor (desde 2023) | - TicketMore (Principal patrocinador desde 2023) - Arboledas Panamá Oeste (desde 2023) - PowerClub (desde 2021) - Restaurante PesKito (desde 2021) - Farmacias Lee (desde 2022) - Productos Keiko (desde 2022) - Valvoline (desde 2023) |